# Pyrrhae Fossae
Le Pyrrhae Fossae sono una struttura geologica della superficie di Marte.